# Mary Blair
Pour les articles homonymes, voir Blair.
Mary Blair (21 octobre 1911, McAlester, Oklahoma - 26 juillet 1978, Soquel, Californie) est une artiste américaine. Elle est surtout connue pour son travail au sein des studios Disney mais aussi pour son œuvre de dessinatrice de livres pour enfants. Sa carrière d’aquarelliste a été très influencée par la Grande Dépression.

## Biographie
Mary Browne Robinson est née à McAlester en Oklahoma. Artiste douée, elle obtient une bourse d'études en 1931, pour étudier à la Chouinard School of Art. Elle en sort diplômée en 1933 et devient rapidement membre de ce qu'on surnomme l'École californienne d'aquarelle. Elle rêvait d'une carrière de peintre, mais le contexte de la Grande Dépression ne lui permet pas de réaliser ses aspirations.
Le 3 mars 1934, Mary épouse Lee Blair qu'elle a rencontré à Chouinard. En 1938, lorsque Lee est engagé aux studios Disney comme superviseur de la couleur pour Pinocchio, Mary est engagée par le département animation des studios Metro-Goldwyn-Mayer pour le remplacer.
En 1939 ou 1940, sur les conseils de son mari, elle rejoint les studios de Disney. Elle débute sur la séquence Babby Ballet pour la seconde version abandonnée du long métrage Fantasia. Elle réalise également de nombreuses aquarelles de recherche pour le premier projet de La Belle et le Clochard écrit par Joe Grant.
En 1941, elle accompagne Walt Disney et quelques membres de son équipe pour un voyage d'étude de trois mois en Amérique du Sud. Admiratif du travail réalisé par Mary à cette occasion, Walt Disney lui confie la supervision artistique de Saludos Amigos (1942) et Les Trois Caballeros (1944). La séquence de La Piñata de Les Trois Caballeros est une nouvelle occasion de découvrir son style graphique particulier. Par la suite, elle influence la plupart des longs métrages d'animation Disney de la période 1943-1953.
Mary Blair change de technique, adoptant la gouache. Au cours des années 1950, son travail relève de ce qu'on nomme en anglais concept art : elle assure la direction artistique des principaux projets de dessins animés, réalisant des centaines d'études préliminaires qui serviront de source d'inspiration aux décorateurs. Son empreinte se retrouve, tant par le style que par les couleurs vives caractéristiques, dans les films classiques de Disney tels que Cendrillon (1950), Alice au Pays des Merveilles (1951), Peter Pan (1953).
Elle fut aussi au sein de Walt Disney Imagineering l'artiste responsable de It's a Small World. Les couleurs, les poupées et surtout la façade sont issues de ses œuvres, que ce soit la version blanche de Disneyland ou celle colorée de Parc Disneyland.
Elle a réalisé un mur en céramique de Tomorrowland à Disneyland qui fut caché pendant plusieurs années. De même une immense fresque orne le hall du Disney's Contemporary Resort, un des hôtels de Walt Disney World Resort, dernière œuvre de l'artiste pour Disney, réalisée en 1970,. En  1969 elle prend sa retraite et emménage à Soquel.
Elle illustra aussi quelques livres pour enfants, des décors pour le Radio City Music Hall et les panneaux indicateurs de Soquel.  
Mary Blair est décédée le 26 juillet 1978, à Soquel en Californie.
En 1991, elle est nommée Disney Legends.
Le 21 octobre 2011, à l'occasion du centenaire de sa naissance, Google lui dédie un doodle,. En 2025, le Walt Disney Family Museum lui consacre une exposition temporaire.

## Filmographie
- 1942 : Saludos Amigos
  - Lac Titicaca sorti seul en 1955
- 1944 : Les Trois Caballeros
- 1946 : La Boîte à musique
- 1946 : Mélodie du Sud
- 1948 : Mélodie Cocktail
  - C'est un souvenir de décembre, sorti seul en 1954
- 1948 : Danny, le petit mouton noir
- 1949 : Le Crapaud et le Maître d'école
  - La Légende de la Vallée endormie
  - La Mare aux grenouilles
- 1950 : Cendrillon
- 1951 : Alice au pays des merveilles
- 1953 : Peter Pan
- 1962 : A Symposium on Popular Songs
- 1967 : How to Succeed in Business Without Really Trying

## Autres œuvres
- 1964 : Décors d'It's a Small World

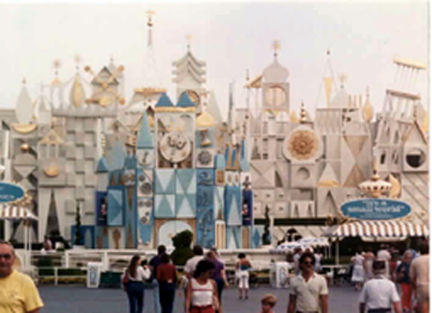
Façade de l'attraction It's a Small World à Disneyland.

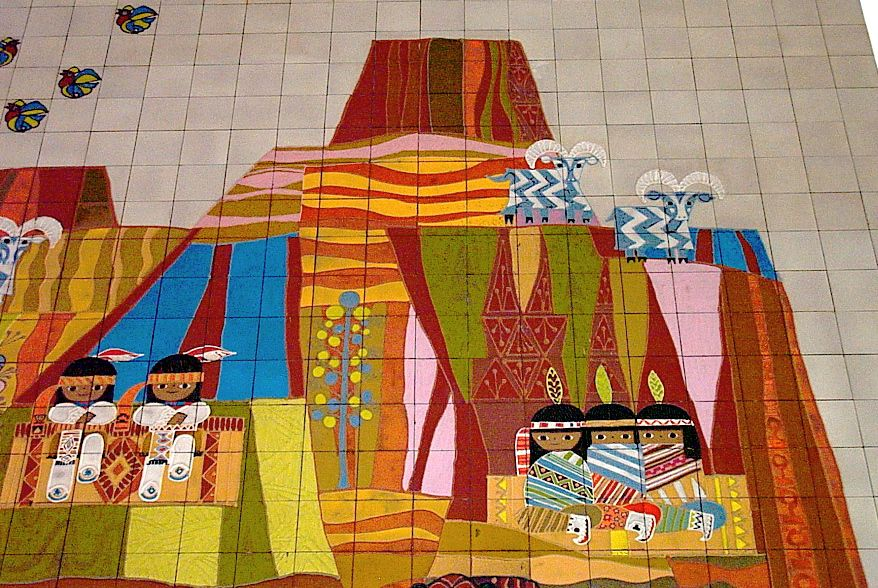
Morceau de la fresque du Disney's Contemporary Resort.

- 1965 : Décors pour l'attraction jamais construite Western River Expedition
- 1971 : Fresque du Disney's Contemporary Resort

## Œuvres sur Mary Blair
- (en) John Canemaker, The Art And Flair Of Mary Blair : An Appreciation, Disney Editions, 2 septembre 2003, 128 p. (ISBN 978-0-786-85391-5)